# Бурово
Бурово је насеље у градској општини Лазаревац у граду Београду. Према попису из 2022. било је 406 становника.

## Положај села
Бурово је мало насеље са леве стране Пештана, у његовом доњем току, а између Лазаревца, Дрена, Зеока, Медошевца и Шопића. Куће су на присојној страни безимене косе и у долини сеоског потока. Испод кућа пролази главни пут Лазаревац-Аранђеловац. Насеље је разбијеног типа. Оно се дели на Андрића Крај, Слеђевац и Ерски Крај.

## Воде
У селу поред Пештана и поменутог потока има девет зиданих бунара.

## Земље и шуме
Њиве и ливаде су по странама, али су најбоље оне поред Пештана. Отуда је ово село знатно богатије од суседних села Дрена, Стубице и Лукавице. Њиве и ливаде су на местима која се зову: Луг, Разорчине, Вотњачине, Трњаци, Равнице, Баре, Стари Пештан, Велика Ливада, Брескопоље, Милина Бара, Тукови, Бунарић, Ливадице, Дуго Брдо, Голубуша и Орнице.
Сеоска утрина и шума је у Гробљанској Шуми.

## Подаци о селу
Преци данашњих старијих родова прво су се населил у Шопић, па се, кажу, никако нису слагали са Шопићанима. Кнез Милош нареди да се преселе на данашње место, које се звало Певалице. Не зна се како је дошло до даншњег назива Бурово. Данашње гробље је на месту старог гробља, више села у Гробљанској Шуми. Најстарији надгробни споменици данашњих родова у том гробљу су из 1824. године. Литија се носи на Спасовдан.
По архивским подацима Бурово се први пут помиње 1818. године када је имало само 4 куће, а 1844. године имало је 10 кућа са 65 становника. Данас у њему има 11 родова са 50 кућа.

## Демографија
У насељу Бурово живи 360 пунолетних становника, а просечна старост становништва износи 38,3 година (37,4 код мушкараца и 39,3 код жена). У насељу има 142 домаћинства, а просечан број чланова по домаћинству је 3,30.
Ово насеље је великим делом насељено Србима (према попису из 2002. године), а у последња три пописа, примећен је пораст у броју становника.
|  |

| Демографија | Демографија | Демографија |
| Година      | Становника  | Становника  |
| ----------- | ----------- | ----------- |
| 1948.       | 303         |             |
| 1953.       | 317         |             |
| 1961.       | 321         |             |
| 1971.       | 328         |             |
| 1981.       | 339         |             |
| 1991.       | 409         | 392         |
| 2002.       | 468         | 492         |

| Етнички састав према попису из 2002.‍ | Етнички састав према попису из 2002.‍ | Етнички састав према попису из 2002.‍ | Етнички састав према попису из 2002.‍ | Етнички састав према попису из 2002.‍ |
| ------------------------------------ | ------------------------------------ | ------------------------------------ | ------------------------------------ | ------------------------------------ |
|                                      |                                      |                                      |                                      |                                      |
| Срби                                 | Срби                                 |                                      | 467                                  | 99,78%                               |
| непознато                            | непознато                            |                                      | 1                                    | 0,21%                                |

| Година пописа     | 1948. | 1953. | 1961. | 1971. | 1981. | 1991. | 2002. |
| ----------------- | ----- | ----- | ----- | ----- | ----- | ----- | ----- |
| Број домаћинстава | 64    | 64    | 74    | 88    | 103   | 118   | 142   |

| Број чланова      | 1  | 2  | 3  | 4  | 5  | 6  | 7 | 8 | 9 | 10 и више | Просек |
| ----------------- | -- | -- | -- | -- | -- | -- | - | - | - | --------- | ------ |
| Број домаћинстава | 26 | 29 | 23 | 27 | 20 | 13 | 3 | 1 | 0 | 0         | 3,30   |

| Пол    | Укупно | Неожењен/Неудата | Ожењен/Удата | Удовац/Удовица | Разведен/Разведена | Непознато |
| ------ | ------ | ---------------- | ------------ | -------------- | ------------------ | --------- |
| Мушки  | 186    | 52               | 117          | 11             | 6                  | 0         |
| Женски | 192    | 31               | 119          | 36             | 6                  | 0         |
| УКУПНО | 378    | 83               | 236          | 47             | 12                 | 0         |

| Пол    | Укупно                    | Пољопривреда, лов и шумарство | Рибарство                            | Вађење руде и камена | Прерађивачка индустрија       |
| ------ | ------------------------- | ----------------------------- | ------------------------------------ | -------------------- | ----------------------------- |
| Мушки  | 106                       | 7                             | 0                                    | 43                   | 20                            |
| Женски | 40                        | 3                             | 0                                    | 5                    | 13                            |
| УКУПНО | 146                       | 10                            | 0                                    | 48                   | 33                            |
| Пол    | Производња и снабдевање   | Грађевинарство                | Трговина                             | Хотели и ресторани   | Саобраћај, складиштење и везе |
| Мушки  | 4                         | 17                            | 2                                    | 7                    | 2                             |
| Женски | 2                         | 4                             | 3                                    | 4                    | 0                             |
| УКУПНО | 6                         | 21                            | 5                                    | 11                   | 2                             |
| Пол    | Финансијско посредовање   | Некретнине                    | Државна управа и одбрана             | Образовање           | Здравствени и социјални рад   |
| Мушки  | 0                         | 0                             | 1                                    | 2                    | 1                             |
| Женски | 0                         | 0                             | 1                                    | 4                    | 1                             |
| УКУПНО | 0                         | 0                             | 2                                    | 6                    | 2                             |
| Пол    | Остале услужне активности | Приватна домаћинства          | Екстериторијалне организације и тела | Непознато            | Непознато                     |
| Мушки  | 0                         | 0                             | 0                                    | 0                    | 0                             |
| Женски | 0                         | 0                             | 0                                    | 0                    | 0                             |
| УКУПНО | 0                         | 0                             | 0                                    | 0                    | 0                             |